# Aristolochia sprucei
Aristolochia sprucei Mast. – gatunek rośliny z rodziny kokornakowatych (Aristolochiaceae Juss.). Występuje naturalnie na Karaibach, w Meksyku, Belize, Gwatemali, Salwadorze, Hondurasie, Nikaragui, Kostaryce, Panamie, Wenezueli, Kolumbii, Ekwadorze, Peru, Boliwii i Brazylii (w stanach Acre oraz Amazonas).

## Biologia i ekologia
Rośnie w wiecznie zielonych lasach. Występuje na terenach nizinnych.